# Nortonia aberratica
Nortonia aberratica är en stekelart som först beskrevs av Morice.  Nortonia aberratica ingår i släktet Nortonia och familjen Eumenidae. Inga underarter finns listade i Catalogue of Life.